# Enxames
Enxames ist ein Ort und eine Gemeinde in Portugal. Die Gemeinde ist von Überalterung und Abwanderung betroffen.

## Geschichte
Vermutlich erfolgte die Besiedlung in der ersten Hälfte des 8. Jahrhunderts n. Chr., nach der arabischen Eroberung ab 711 und vor der christlichen Reconquista. Die erste schriftliche Erwähnung stammt aus einem Dokument zur Aufteilung einer Kirchengemeinde im Jahr 1260.
Nachdem Enxames in den königlichen Erhebungen von 1395 vermerkt ist, wird es auch in der erneuerten Stadtrechtevergabe an Sortelha erwähnt und gehörte seither zum Kreis Sortelha, als Teil der Gemeinde Fatela. Seit der Auflösung des Kreises Sortelha 1885 gehört Fatela und mit ihm Enxames zum Kreis Fundão.
Am 30. Juni 1989 wurde die eigenständige Gemeinde Enxames durch Ausgliederung aus der Gemeinde Fatela neu geschaffen.

## Verwaltung
Enxames ist Sitz einer gleichnamigen Gemeinde (Freguesia) im Kreis (Concelho) von Fundão. In ihr leben 437 Einwohner auf einer Fläche von 22 km² (Stand 19. April 2021).
Folgende Ortschaften liegen in der Gemeinde:
- Enxames
- Ribeiro dos Baxiqueiros
- Rossio do Magalão
- Salgueiral
- Simadas
- Vale Teresa
- Valongo